# Julanne Johnston
Julanne Johnston (1er mai 1900 - 26 décembre 1988) fut une actrice américaine du cinéma muet.

## Biographie
Elle étudia la danse à la Denishawn School et joua deux saisons pour l'Hollywood Community Theatre.
Julanne Johnston est connue pour s'être trouvée sur le yacht de William Randolph Hearst lors du décès, en novembre 1924, du producteur et réalisateur Thomas Ince. La même année, elle fut l'une des WAMPAS Baby Stars et eut le rôle féminin principal dans Le Voleur de Bagdad, film qui comptait à son générique Anna May Wong et Douglas Fairbanks.

## Filmographie partielle
- 1919 : Better Times de King Vidor
- 1922 : Le Jeune Rajah (The Young Rajah) de Phil Rosen
- 1923 : Un nouveau Napoléon (Tea: With a Kick!) de Erle C. Kenton
- 1923 : The Brass Bottle de Maurice Tourneur
- 1923 : Javalie le mystérieux (Madness of Youth) de Jerome Storm
- 1924 : Le Voleur de Bagdad (The Thief of Bagdad) de Raoul Walsh
- 1924 : Garragan de Ludwig Wolff
- 1925 : La Grande Parade de King Vidor
- 1925 : Big Pal de John G. Adolfi
- 1926 : Pleasures of the Rich de Louis J. Gasnier
- 1926 : Aloma (Aloma of the South Seas) de Maurice Tourneur
- 1926 : Le Lys de Whitechapel (Twinkletoes) de Charles Brabin
- 1926 : Dame Chance (en) de Bertram Bracken
- 1927 : Oh! Marquise (Her Wild Oat) de Marshall Neilan
- 1928 : Oh, Kay ! de Mervyn LeRoy
- 1929 : Smiling Irish Eyes (en) de William A. Seiter
- 1929 : Loin du ghetto (The Younger Generation) de Frank Capra
- 1929 : The Show of Shows de John G. Adolfi
- 1929 : Le Général Crack (General Crack) d'Alan Crosland
- 1930 : Madame Satan (Madam Satan) de Cecil B. DeMille